# 평양건축종합대학
평양건축종합대학(平壤建築綜合大學)은 조선민주주의인민공화국의 국립대학이다. 1953년 10월 1일에 김책공업종합대학의 토목공정학부에서 분리되여 평양건설건재대학으로 창립되였으며  2012년에 국가적조치에 의하여 건설부문의 종합적인 인재양성을 위한 종합대학으로 승격되였다.

## 평양건설건재대학
평양건축종합대학(Pyongyang University of Architecture)은 1953년 10월 1일 김책공업종합대학의 토목공정학부에서 분리되여 2012년까지 평양건설건재대학(平壤建設建材大學, Pyongyang University of Construction and Building Materials)으로 되여있었다. 